# Oława (flod)
För staden, se Oława.

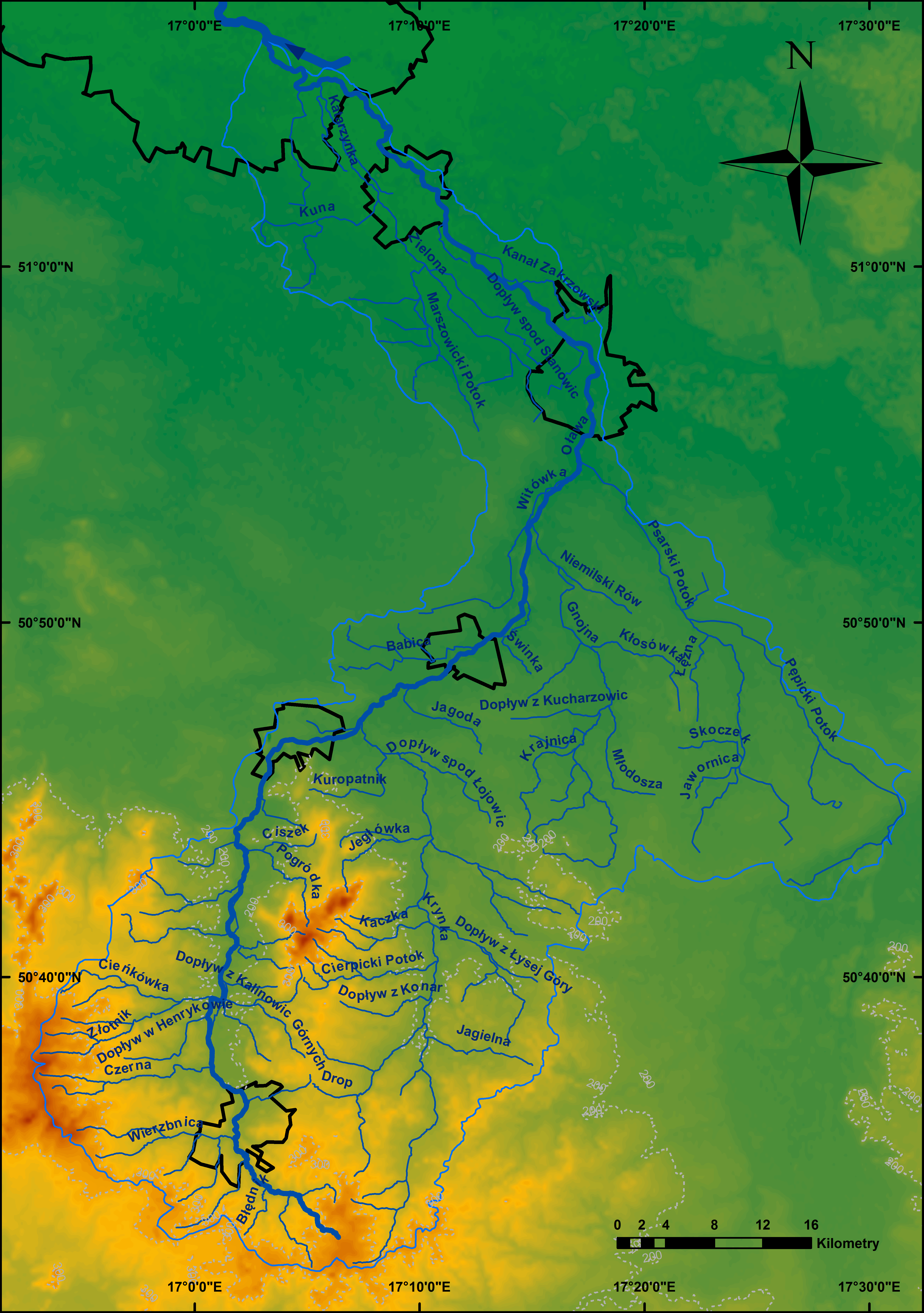
Karta över Oławas avrinningsområde. Städer är markerade med svarta gränser.

Oława, tyska: Ohle, tidigare även Olau, Ola eller Olow, latin: Olavia, är en 92 kilometer lång flod i Nedre Schlesiens vojvodskap i sydvästra Polen. Floden utgör en biflod till Oder.
Oława har sin källa nära byn Lipiniki i Ziębices kommun på norra sidan av Ugglebergen (Góry Sowie). Den passerar genom städerna Ziębice, Strzelin, Wiązów, Oława och Siechnice före sitt utlopp i Oder, öster om Wrocławs centrum. De viktigaste bifloderna är Krynka, Gnojna, Podgródka och Brochówka.
Oławas vatten utgör den viktigaste vattentäkten för storstaden Wrocław.